# Ébredés (Misztrál-album)
Az  Ébredés a Misztrál együttes első lemeze. 1999-ben jelent meg.

## Számok
1. Puszta Sándor: Cinkenyom
2. Szabó T. Anna: Leskelődők
3. Ady Endre: Őrizem a szemed
4. Kassák Lajos: Dal egy szép lányról
5. Charles Baudelaire: Egy pogány imája
6. Harsányi Lajos: Ki az Úr?
7. François Villon: Orleansi Máriát dicsérő ének
8. Zimmermann Katalin: Égető vágyak
9. Thándor Márk: A föld gyermeke
10. Thándor Márk : Kárpátalja
11. Mécs László: Vadócba rózsát oltok…
12. Thándor Márk : Úton vagyok
13. József Attila: Regös ének
14. József Attila: Harmatocska